# Courbes
Courbes är en kommun i departementet Aisne i regionen Hauts-de-France i norra Frankrike. Kommunen ligger  i kantonen La Fère som ligger i arrondissementet Laon. År 2022 hade Courbes 39 invånare.

## Befolkningsutveckling
Antalet invånare i kommunen Courbes
Referens: INSEE